# Phare du cap Henry
Le phare du cap Henry est situé sur la côte atlantique de l'État de Virginie aux États-Unis. Le cap Henry est à la frontière méridionale de la baie de Chesapeake et est resté célèbre en raison d'une bataille navale, opposant les Anglais et les Français (« bataille du cap Henry ») en 1781.
Le phare du cap Henry a toujours eu un rôle important. En effet, il se situe à l'embouchure de la baie de Chesapeake et sert de repère à un trafic maritime important.  
Un premier phare a été construit en 1792, il était le premier projet de construction fédéral après la signature de la Constitution des États-Unis d'Amérique[réf. souhaitée]. Un second phare plus récent a été construit à proximité du premier.
Les deux phares sont situés sur le territoire de la ville de Virginia Beach dans l'enceinte de Fort Story, une base militaire américaine.
Le phare le plus ancien a été acquis en 1930 par l'Association pour la Conservation du Patrimoine de la Virigie (APVA Preservation Virginia). Un renforcement en briques et un escalier en fer ont été ajoutés à l'intérieur.  Le phare est ouvert au public offrant une vue panoramique de sa plateforme d'observation. Il a été classé « Point de Repère Historique National » (National Historic Landmark) le 29 janvier 1964. En 2002 la Société Américaine des Ingénieurs civils lui a octroyé l'appellation de « Point de Repère Historique National d'Ingénierie Civile » (National Historic Civil Engineering Landmark).